# Nandi

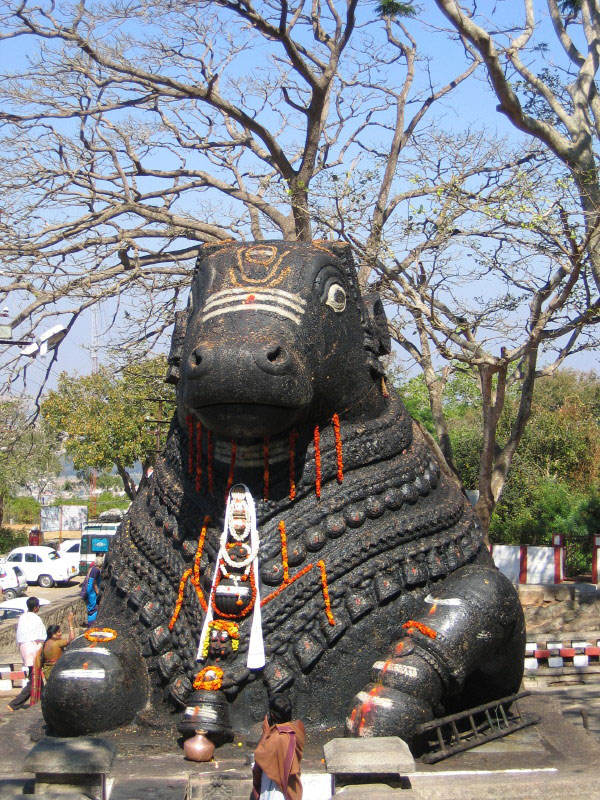
Una escultura de Nandi en Mysore, Karnataka.

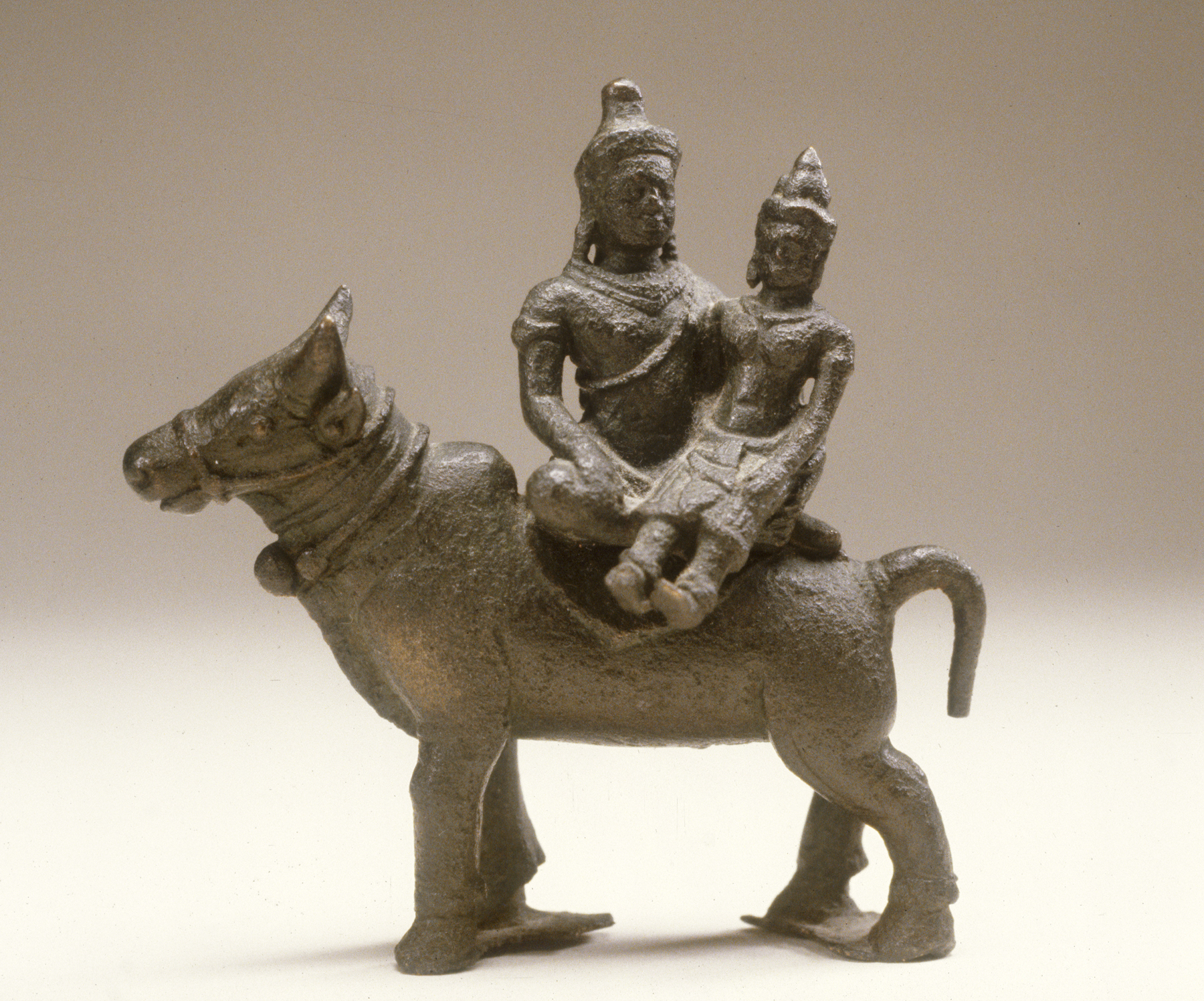
Sivá y su esposa montados sobre Nandi. Camboya, 1100 - 1150.

Nandi (en sánscrito नन्दी, en tamil நந்தி y en télugu న౦ది) es el toro que Shivá monta y el portero de Shiva y Párvati en la mitología hindú. Pero Nandi no solo es el vehículo del dios, sino que puede considerarse su compañero, de tal manera que en los templos que se veneran a Shivá y Párvati suelen mostrar a Nandi sentado, como una de sus características principales, mirando hacia el lugar más sagrado.
Se le llama también Shalankayana y Tandava-Talika. Su forma Vrishabha es el toro del zodíaco indio.
Al igual que Garuda, el gran águila, vehículo de Visnú, Nandi, a lo largo de los siglos se ha convertido en un componente cada vez más importante, hasta llegar a entrar en el panteón de los dioses hindúes por sí mismo. Por eso, existen también varios templos en la India dedicados exclusivamente a él, como es el caso del Templo de Nandi, en Jayurajo o el Templo Brihadisvara en Tamil Nadu.

## Simbolismo

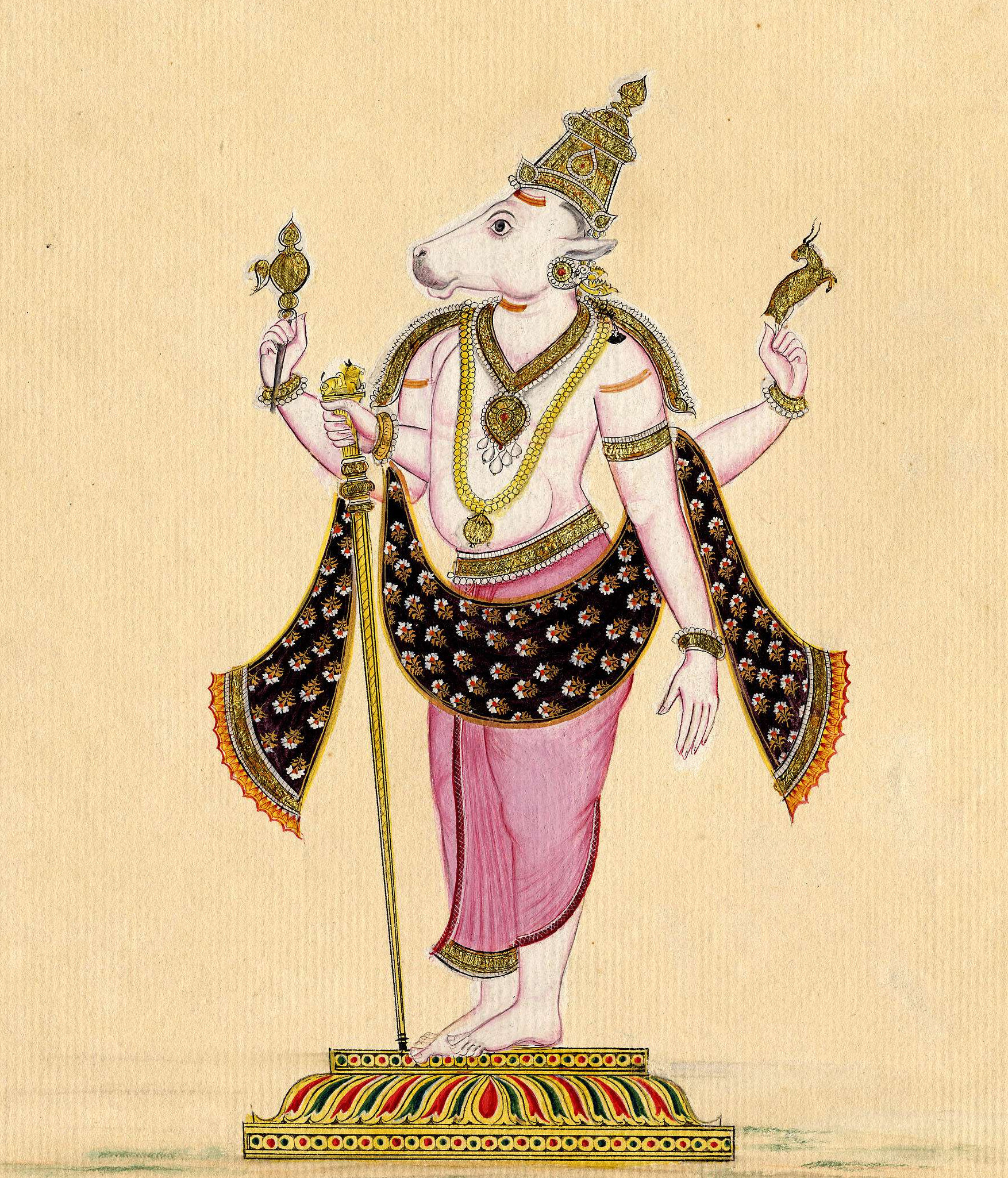
Nandi en forma antropomórfica.

Nandi, a veces, está representado con un cuerpo de hombre y cabeza de toro. Sivá es el Nandishvara, el señor de Nandi.
En pinturas, el color blanco del toro simboliza pureza y justicia. Su joroba parece una montaña cubierta de nieve. Sus cuatro patas  simbolizan la verdad, la rectitud, la paz y el amor. 
Su relación con una fertilidad ancestral, lleva a las creyentes a visitar sus imágenes, trayendo ofrendas florales y tocando las patas y los testículos de piedra. Sus oraciones también son para propiciar la fertilidad.